# 束草警察署
束草警察署（ソクチョけいさつしょ）は、江原地方警察庁所管の警察署である。

## 管轄区域
- 束草市、襄陽郡

## 沿革
- 1954年11月24日 -　襄陽警察署として襄陽郡襄陽面（現在の襄陽邑）に設置
- 1963年1月1日　-　2支所を高城警察署に移管
- 1963年10月26日 - 束草市の市制施行に伴い警察署を束草市に移転。束草警察署に改称

## 管轄地区隊
束草市
- 永郎地区隊
- 青草地区隊

襄陽郡
- 襄陽地区隊

## 管轄派出所
襄陽郡
- 降峴派出所
- 県北派出所
- 県南派出所

## 管轄治安センター
束草市
- 中央治安センター
- 雪嶽治安センター

襄陽郡
- 西面治安センター
- 巽陽治安センター